# 中伊三郎
中 伊三郎（なか いさぶろう、寛政2年（1790年）/寛政5年（1793年） - 万延元年5月3日（1860年6月21日））は江戸時代の京都の銅版画家。

## 来歴
京都の人。姓は中屋氏。名は亥。字は端。凹凸堂、芝蘭亭、中端、中亥、中玉樹、中環（たまき）と号した。中屋伊三郎ともいった。中天游の従弟。後に大坂へ移ったが、晩年再び、京都に戻った。およそ文政5年（1822年）頃から天保期に作画しており、作品に「暦象図」、「把爾翕湮（パルヘイン）解剖図譜」、「日月写真図」　、「医範提綱」、「重訂解体新書銅版全図」などがある。享年68または71。墓所は大阪市北区東寺町4の竜海寺。法名を中家墓所仁岩道儀居士といった。門人に青野桑州、結城正明がいる。
伊三郎は上方における銅版画の発展に寄与している。